# Twinings
La Twining and Company è un'azienda britannica produttrice di tè. È la proprietaria del brand Twinings (pron. ˈtwaɪnɪŋz).
È stata una delle prime società che, nel 1706, ha introdotto il tè in Gran Bretagna e dal 1837 ha ricevuto il Royal Warrant come fornitore ufficiale della famiglia reale britannica.

## Storia
Fondata da Thomas Twining nel 1706, partendo da un caffè sullo Strand, nella City di Londra, l'azienda vanta più di tre secoli di storia, mentre il logo è lo stesso dal 1787.
Nel 1837 la Twining ha ricevuto dalla regina Vittoria il Royal Warrant come fornitore ufficiale della famiglia reale britannica.
Oggi la Twining è presente con i suoi prodotti in 115 Paesi e il marchio Twinings è distribuito attualmente in Italia da Loacker, per un totale di oltre 50 miscele di tè offerte in Italia e quasi 200 nel mondo.

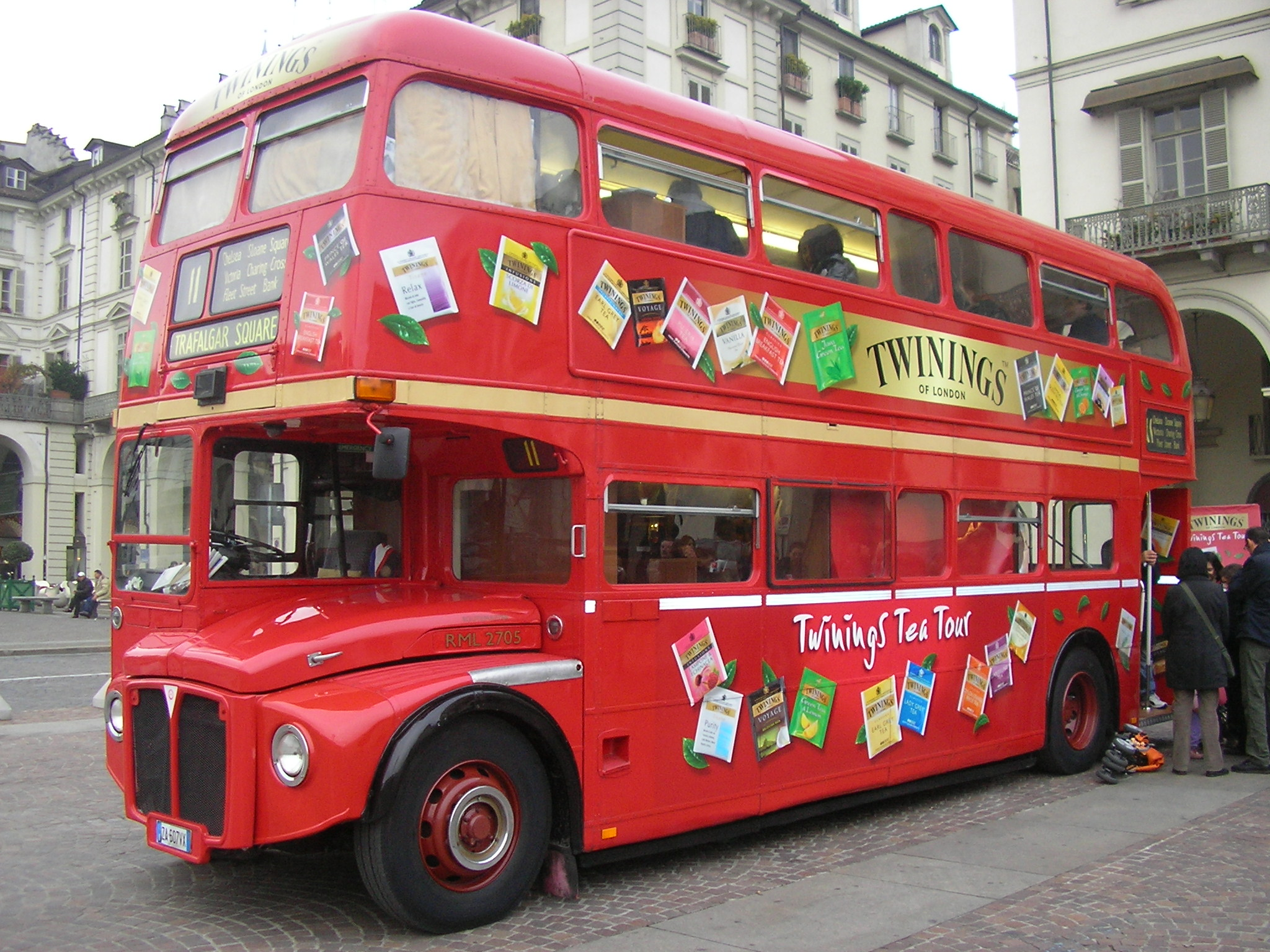
Bus pubblicitario a Torino

La Twining, la cui sede è ad Andover nello Hampshire, appartiene all'Associated British Foods, una delle prime 50 aziende quotate alla Borsa di Londra (FTSE).
L'azienda è un membro fondatore della Ethical Tea Partnership, l'associazione dei produttori di tè che sostengono lo sviluppo del commercio equo e solidale.

## Miscele storiche
In questi trecento anni alcune delle miscele più diffuse al mondo sono state inventate o diffuse da Twining:
- L'Earl Grey: la storia delle origini di questa miscela risale agli inizi del XIX secolo, quando Charles Grey era Primo ministro del Regno Unito. Secondo una leggenda, Grey mandò una missione diplomatica in Cina per salvare la vita di un mandarino. Il mandarino, in segno di gratitudine, donò al Conte una deliziosa miscela di tè e la ricetta per prepararla. Il conte Grey apprezzò molto il dono e chiese a Twining di produrre tale miscela di tè. A quei tempi non si usava registrare brevetti e infatti il nome del tè non venne registrato, tant'è che è diventato una tipologia di tè prodotta da diverse aziende.
- L'English breakfast: questa miscela fa parte del listino Twinings dal 1933, ma si ritiene che la miscela risalga al periodo edoardiano, a cavallo del XX secolo, quando le prime colazioni (breakfast) stavano attraversando il loro momento di massimo splendore. Originariamente questa miscela nasce per completare la tradizionale e robusta prima colazione inglese da cui deriva il nome. È una delle miscele più note.
- Il Prince of Wales: questo tè risale al 1921 ed era la miscela personale del principe di Galles (figlio maggiore del re Giorgio V), che onorò Twining con il permesso speciale di utilizzare il suo nome per la miscela di sua scelta. Quando nel 1936 egli divenne re con il nome di Edoardo VIII, questa miscela fu ritirata dal mercato inglese, ma fu consentito a Twining di continuarne l'esportazione. Le regole severe del Royal Warrant proseguono tuttora, perciò il Prince of Wales può essere acquistato solo al di fuori del Regno Unito.[6] Questo tè è considerato il Borgogna dei tè cinesi.

## Lo Strand
Il negozio situato al civico 216 dello Strand, a Londra, è l'unico al mondo di Twining in cui è possibile trovare l'intera gamma dei prodotti (ad eccezione del Prince of Wales) - quasi 200 miscele distribuite in tutto il mondo dai prodotti più classici come l'Earl Grey e l'English Breakfast alle miscele più innovative e recenti come i tè aromatizzati alla frutta o i tè verdi. Fondato nel 1706 fu il primo negozio al mondo a vendere tè. Inizialmente il negozio divenne noto come "Golden Lion" poiché, non esistendo ancora la numerazione stradale, Twining decise di contrassegnarlo con il simbolo di un leone d'oro, divenuto poi emblema dell'azienda.

## Membri celebri della famiglia
- Elizabeth Twining

## Fatturato
La società ha riportato nel 2018 un fatturato di 102 milioni di euro.